# Mediomatrici

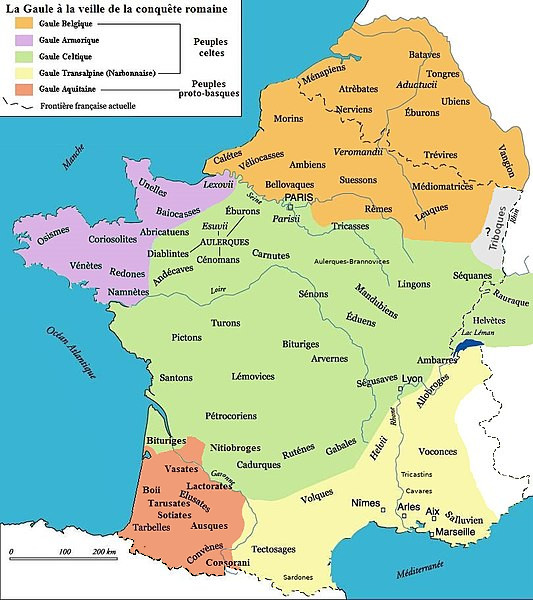
Volkeren in Gallië; volgens Ptolemaeus leefden de Mediomatrici ten zuiden van de Treveri

De Mediomatrici (Grieks: Μεδιομάτρικες) waren een oud Keltisch volk dat bij de Belgae (Gallië) hoorde. Divodorum Mediomatricorum, het moderne Metz in Frankrijk, was hun hoofdstad. De naam Metz is overigens afkomstig van de volksstam der Mediomatrici.

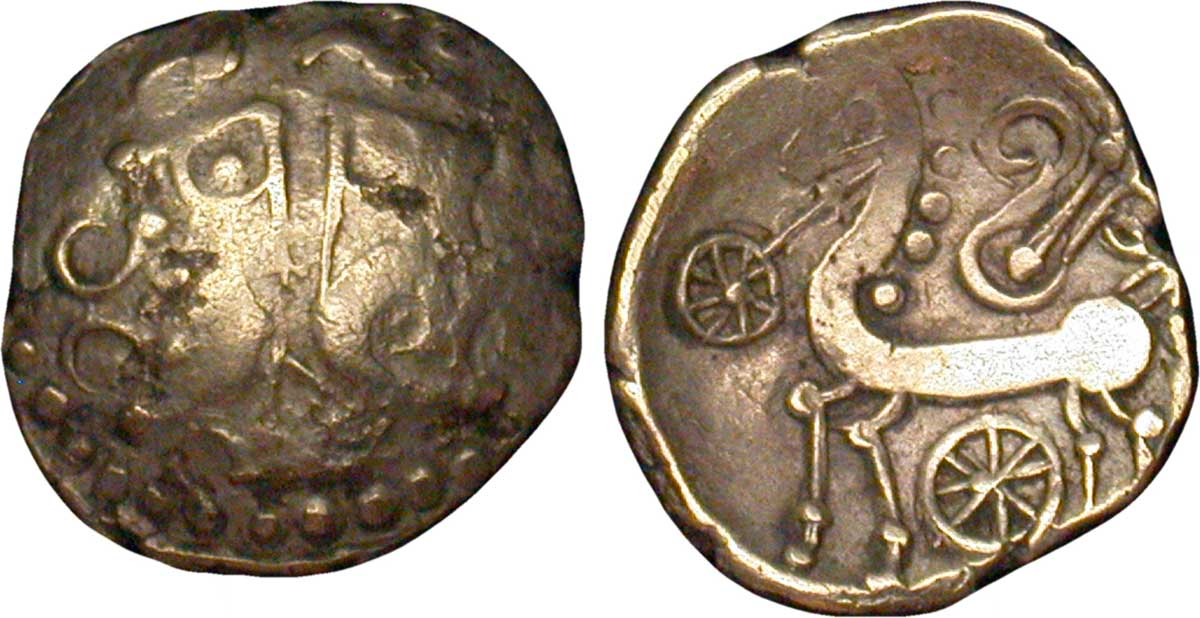
muntstukken van de Mediomatrici, 1e eeuw voor Christus

Julius Caesar beschreef hun gebied nogal algemeen door te zeggen dat de Rijn langs het gebied van de Sequani, Mediomatrici, Triboci (of Tribocci) en Treveri stroomde. Volgens Claudius Ptolemaeus lag het gebied van de Mediomatrici ten zuiden van het gebied van de Treveri (hoofdplaats: het Keltische Trier).
Het bisdom Metz komt ongeveer overeen met hun gebied, dat dus ten westen van de Vogezen lag. Volgens Caesar liep hun gebied echter tot aan de Rijn, dus bezaten ze het gebied tussen de Vogezen en de Rijn. Dit komt overeen met wat Strabo schreef, dat wil zeggen dat de Sequani en de Mediomatrici langs de Rijn woonden, waartussen de Triboci woonden, een Germaans volk dat verhuisd was uit hun eigen land. Het lijkt alsof een deel van het gebied van de Mediomatrici bezet was geweest door de Germanen voor Caesars komst en dat, na Caesar, Germaanse stammen zoals de Nemeten en de Vangionen de Gallische kant van de Rijn (ten noorden van de Triboci tot aan Mainz) bezet hielden. Ten noorden van Mainz lag het gebied van de Treveri. Al deze stammen waren vermoedelijk indringers in het oorspronkelijke gebied van de Mediomatrici. Finaal leefden de Mediomatrici tussen Maas en Moezel.

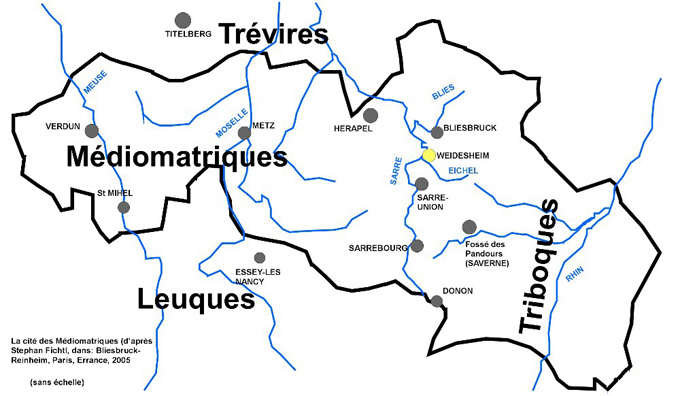
Mediomatrici finaal te situeren tussen Maas (Latijn: Mosa) en Moezel (Latijn: Mosella of kleine Maas)

In de Slag bij Alesia versloeg Julius Caesar een alliantie van Keltische volkeren, onder wie de Mediomatrici. Administratief voegden de Romeinen de Mediomatrici bij de nieuwe provincie Gallia Belgica, en later in de 3e eeuw bij de provincie Belgica Prima. De Romeinse hoofdplaats van de provincie bleef eeuwenlang Trier, stroomafwaarts de Moezel.
De Romeinse heirbaan tussen Reims en Metz liep over Toul, ten zuiden bij het buurvolk Leuci. Het was een van de vele Romeinse wegen in Gallia Belgica. Door administratieve hervormingen van de keizers Diocletianus en Constantijn I werd Verdun aan de Maas een even belangrijke stad der Mediomatrici als Metz. Verdun lag op een goed verdedigbare rots, aan de linkeroever van de Maas; de Romeinen bouwden er een castrum. Enige handelscontacten ontstonden via de Maas met Germaanse gebieden stroomafwaarts in de Romeinse tijd. Door het belang van Verdun ontstond er een tweede heirbaan van Reims naar Metz, namelijk doorheen Verdun èn met een kortere afstand. Beide heirbanen tussen Reims en Metz, de oude en de nieuwe weg, zijn beschreven in het Itinerarium Antonini.
Het is mogelijk dat sommige Mediomatrici zich ooit gevestigd hebben nabij Novara, in Noord-Italië, waar sommige plaatsnamen hiernaar verwijzen, bv.: Mezzomerico (Mediomadrigo in 980).
Gallia Cisalpina:
Anares · Beluni · Boii · Carni · Caturiges · Cenomani · Ceutrones · Insubres · Lepontii · Libici · Lingones · Nerusi · Salassi · Segusani · Suetri · Taurini · Vedianti

Gallia Transalpina:
Aedui · Albici · Allobroges · Ambarri · Ambiani · Andecavi · Arecomici · Atrebati · Aulerci Cenomani · Aulerci Diablintes · Aulerci Eburovices · Arverni · Baiocasses · Bellovaci · Bituriges Cubi · Bituriges Vivisci · Cadurci · Caleti · Carnutes · Catalauni · Caturiges · Cavares · Cenomani · Centrones · Cetrones · Commoni · Condrusi · Coriosolitae · Durocasses · Eciates · Eleuteti · Gabali · Garocelli · Geidumni · Grudii · Helvetii · Helvii · Lemovices · Leuci · Levaci · Lexovii · Lingones · Mandubii · Mediomatrici · Medulli · Menapii · Morini · Namnetes · Nantuates · Nerviërs · Nitiobriges · Osismii · Parisii · Petrocorii · Pictones · Pleumoxii · Redones · Remi · Ruteni · Salluviërs · Santones · Segni · Segovellauni · Segusiavi · Senones · Sequani · Silvanectes · Sordones · Suessiones · Tectosages · Tigurini ·  Tougener · Treveri · Tricasses · Tricastini · Turones ·  Veliocasses · Vellavi · Venelli · Veneti · Viducasses · Viromandui · Vocontii · Volcae Arecomici · Volcae Tectosages · Vivisci